# Угандський коб
Угандський коб (Kobus kob thomasi) — підвид кобів, типу антилоп. Інколи їх називають за нідерландським принципом — Угандський водяний козел. Угандські коби заселяють Субсахарську Африку в Південному Судані, Уганді, Демократичній Республіці Конго й Ефіопії. Угандські коби в нормі мають червонувато-коричневий колір шерсті, що відрізняє їх від інших підвидів кобів. Деколи їх класифікують у підрід Adenota.
Зображення угандського коба прикрашає герб Уганди.